# Avia BH-19
Авиа BH-19 (чеш. Avia BH-19) — чехословацкий моноплан, самолёт истребитель, построенный компанией Avia. Модель была разработана конструкторами Павлом Бенешем и Мирославом Хайном.

## История
Первый полёт выполнен 30 июня 1924 года. Испытания подтвердили довольно высокие для того времени скоростные расчётные характеристики, но также была выявлена плохая управляемость самолёта. Чехословацкие военные проявили интерес к новому истребителю и анонсировали заказ 24 самолётов при условии устранения плохой управляемости и успешного проведения испытаний. Однако 7 августа 1924 года, испытательный полёт первого прототипа завершился катастрофой и гибелью пилота сержанта Йозефа Чернохуса. В декабре 1925 года была построена ещё одна машина, а в 1926 году она прошла испытания в Военном авиационном учебном институте, которые показали проблемы с управляемостью и вибрацию. В сложившейся ситуации военное министерство рекомендовало компании Avia отказаться от дальнейших работ по BH-19. Всего было изготовлено два прототипа.

## Конструкция
BH-19 представлял собой низкоплан с толстым профилем крыла. Крыло усилено двумя парами стоек, прикреплёнными к фюзеляжу. Конструкция деревянная. Двигатель Skoda HS 8Fb мощностью 310 л. с.

### Технические характеристики
- Экипаж: 1 чел.
- Длина: 7,34 м
- Размах крыла: 10.80 м.
- Высота: 2,45 м
- Площадь крыла: 18,30 м²
- Профиль крыла:
- Масса пустого: 792 кг
- Масса снаряжённого:
- Нормальная взлётная масса: 1155 кг
- Максимальная взлётная масса:
- Двигатель Skoda HS 8Fb
- Мощность: 1 x 310 л. с.

### Лётные характеристики
- Максимальная скорость: 245 км / ч
  - у земли:
  - на высоте м:
- Крейсерская скорость: 215 км / ч
- Практическая дальность: 520 км
- Практический потолок: 8 000 м
- Скороподъёмность: 333 м/мин
- Нагрузка на крыло: кг/м²
- Тяговооружённость: Вт/кг
- Максимальная эксплуатационная перегрузка:

### Вооружение
- Пушечно-пулемётное:
  - 2х 7,7 мм пулемёта[1]